# Glenognatha centralis
Glenognatha centralis är en spindelart som beskrevs av Chamberlin 1925. Glenognatha centralis ingår i släktet Glenognatha och familjen käkspindlar.
Artens utbredningsområde är Panama. Inga underarter finns listade i Catalogue of Life.